# Serge Gaisser
Serge Gaisser (* 5. Januar 1958 in Muespach) ist ein ehemaliger französischer Fußballspieler.
Serge Gaisser wuchs in Saint-Louis auf und spielte als Junge bei den Junioren des FC Saint-Louis. Als Aktiver folgte 1977 zuerst ein Ausflug zum RC Besançon (Ligue 2), jedoch bestritt er dort lediglich sechs Spiele und kehrte deshalb desillusioniert zurück zum FC Saint-Louis.
Ein Jahr später wechselte er zum FC Basel. Bei Basel wurde er Schweizer Meister, zweimal Uhrencup-, einmal Philipscup- und einmal Alpencup- Sieger. Im Alpencupfinal 1981 gegen FC Sochaux siegte der FCB im Elfmeterschießen – Gaisser erzielte in jenem Match ein Tor und trat erfolgreich einen Penalty. Im Uhrencupfinal 1979 (ein 4:1-Sieg gegen den FC Grenchen) erzielte Gaisser ebenfalls ein Tor.
Gaisser spielte vier Jahre beim FCB. Ab dem Sommer 1984 spielte er drei Jahre beim FC Mulhouse (Ligue 2) und ab Sommer 1986 ein Jahr beim FC Concordia Basel in der 2. Liga. Später agierte Serge Gaisser als Spielertrainer bei Sierentz, Muespach und Blotzheim. Beruflich arbeitet Gaisser heute in der Buchhaltung, Finanzen und Controlling im Bau und Verkehrsdepartement Basel-Stadt.

## Titel und Erfolge
FC Basel
- Schweizer Meister: 1980
- Uhrencupsieger: 1979, 1980
- Alpenpokalsieger: 1981